# Lia
Lia este un prenume feminin răspândit în diferite țări și regiuni, varianta folosită de traducerea latină a Bibliei pentru Lea. 
Lia este de asemenea diminutivul pentru diverse nume, printre care Cecilia, Amelia, Cornelia, Ophelia, Rosalia, Natalia sau Aurelia. 
În limba spaniolă numele este scris cu accent: Lía.

## Persoane notabile cu prenumele Lia
- Lia (cântăreață), cântăreață japoneză
- Lia Ahedjakova, actriță rusă
- Lia Andrea Ramos (n. 1981), fotomodel filipinez
- Lía Bermúdez (n. 1930), sculptor venezuelean
- Francesca Lia Block, scriitor american
- Lía Borrero, regină a frumuseții din Panama
- Lia Boysen, actriță suedeză
- Lia Chang, actriță și jurnalistă americană
- Lia Cruz (n. 1985), prezentatoate TV filipineză
- Lia Dekker (n. 1987), înotătoare olandeză
- Lia Dorana (1918–2010), actriță olandeză
- Lia Eibenschütz (1899–1985), actriță germană
- Lia Eliava (1934–1998), actriță georgiană
- Lia Félix (1830-1908), actriță franceză
- Lia Finocchiaro (n. 1984), politician australian
- Lia Grimanis (n. 1971), femeie de afaceri canadiană
- Lia Halloran (n. 1977), pictoriță americană
- Lia Ices sau Lia Kessel, cantautoare americană
- Lia Knight, personalitate radio americană, gazdă a The Lia Show
- Lia Looveer (n. Saarepera; 1920–2006), activist politic estonian emigrat
- Lia Maivia (1927–2008), promoter de wrestling samoan
- Lia Manoliu, aruncătoare de disc română
- Lia Menna Barreto (n. 1959), artistă brazilian ă
- Lia Mills, scriitoare irlandeză
- Lia Neal (n. 1995), înotătoare americană
- Lia Pernell (n. 1981), canotoare americană
- Lia Purpura (n. 1964), scriitoare americană
- Lia Roberts (n. Lia Sandu, 1949), politician româno-american
- Lia Rousset (n. 1977), canotoare americană
- Lia Sargent, actriță de voce americană
- Lia Schilhuber, canotoare germană
- Lia Shemtov (n. 1958), politician israelit
- Lia Tarachansky, jurnalistă evreică canadiană
- Lia van Leer (n. 1924)
- Lia Vissi (n. 1955), cantautoare și politiciană cipriotă
- Lia Wälti, fotbalistă elvețiană
- Lia Williams (n. 1964), actriță și regizoare engleză
- Lia Wyler (n. 1934), traducătoare braziliană

## Persoane cu numele de familie Lia
- Brynjar Lia (n. 1966), istoric norvegian
- Donny Lia (n. 1978), pilot de curse american
- Nicoleta Lia (n. 1963), atletă română
- Orsa Lia, cântăreață americană
- Simone Lia, autor englez
- Vince Lia (n. 1985), fotbalist australian

### În mitologie
- Conán mac Lia, fiul lui Liath Luachra